# Ciconiidae
I Ciconidi (Ciconiidae J.E.Gray, 1840) sono una famiglia di uccelli appartenenti all'ordine Ciconiiformes. La specie più nota della famiglia è probabilmente la cicogna bianca (Ciconia ciconia), che vive anche in Europa e compie lunghe migrazioni in Africa.

## Descrizione

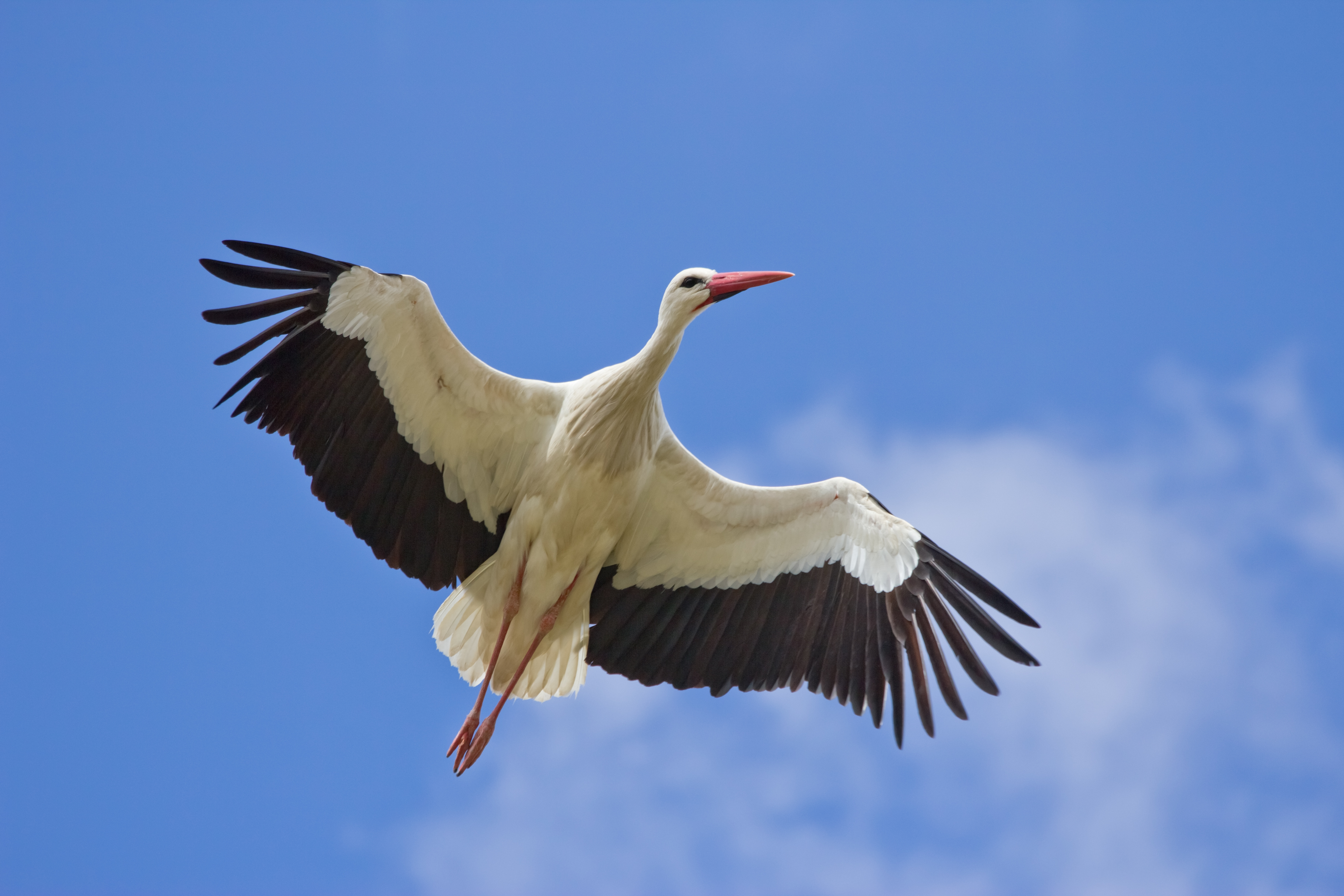
Cicogna bianca (Ciconia ciconia) in volo presso Madrid in Spagna.

Sono uccelli generalmente di grandi dimensioni, con apertura alare variabile tra 1,8 e 2,5 m. Hanno zampe lunghe e slanciate, adatte a camminare in acque poco profonde, un collo lungo e robusto, un becco grande e appuntito. Il più grande rappresentante della famiglia è il Marabù indiano (Leptoptilos dubius), che ha un'apertura alare di 2 metri e mezzo e pesa 6–7 kg.

## Biologia
Vivono generalmente nelle zone umide e si nutrono prevalentemente di pesci, rane, piccoli rettili, crostacei e molluschi, insetti e occasionalmente anche topi. La maggior parte delle specie nidifica in colonie, situate su alberi, nelle paludi o raramente anche su pareti rocciose. Le cicogne sono solite nidificare anche su campanili, comignoli, pali della luce. Il nido più tipico è grosso, fatto di rami a canne intrecciate a forma di vaso.

## Distribuzione e habitat
La maggior parte delle specie vive in Africa, Asia ed Europa. Molte specie sono migratrici spostandosi ad alte latitudini durante l'estate per riprodursi e svernando verso latitudini tropicali.
Frequentano laghi e fiumi.

## Tassonomia

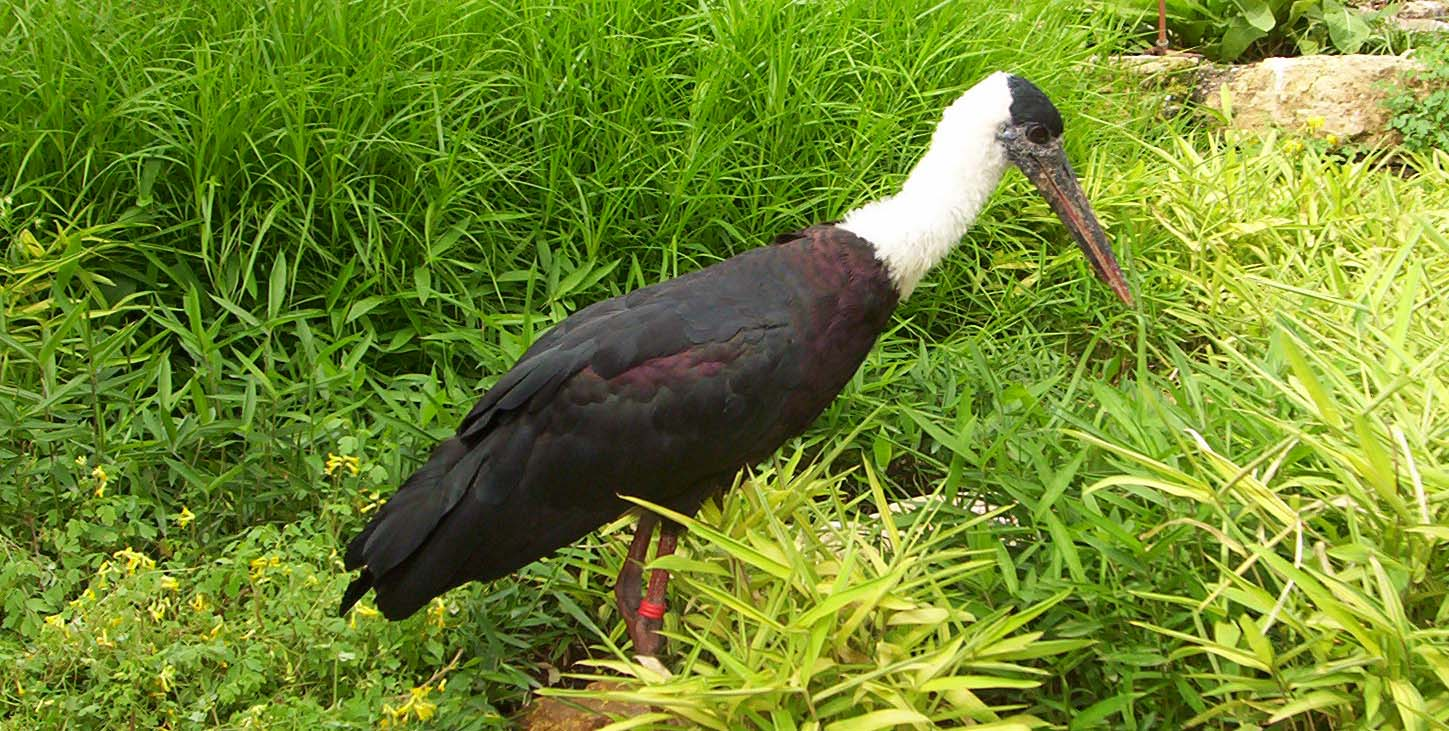
Cicogna collolanoso (Ciconia episcopus)

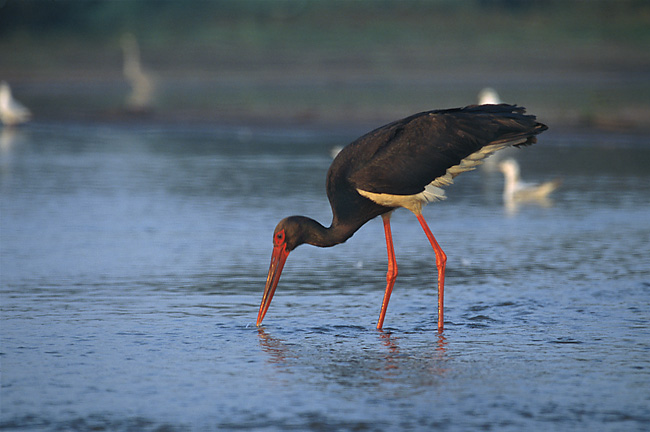
Cicogna nera (Ciconia nigra)

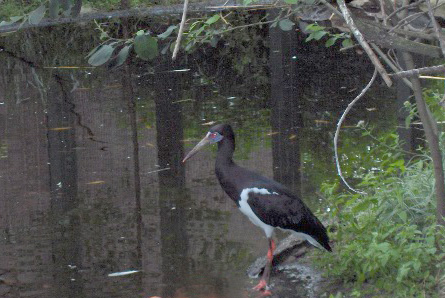
Cicogna di Abdim (Ciconia abdimii)

La famiglia comprende i seguenti generi e specie:
- Genere Anastomus Bonnaterre, 1799
  - Anastomus lamelligerus Temminck, 1823 - anastomo africano
  - Anastomus oscitans (Boddaert, 1783) - anastomo asiatico
- Genere Ciconia Brisson, 1760
  - Ciconia abdimii Lichtenstein, 1823 - cicogna di Abdim
  - Ciconia boyciana Swinhoe, 1873 - cicogna bianca orientale
  - Ciconia ciconia (Linnaeus, 1758) - cicogna bianca
  - Ciconia episcopus (Boddaert, 1783) - cicogna collolanoso
  - Ciconia maguari (J.F.Gmelin, 1789) - cicogna maguari
  - Ciconia nigra (Linnaeus, 1758) - cicogna nera
  - Ciconia stormi (W.Blasius, 1896) - cicogna di Storm
- Genere Ephippiorhynchus Bonaparte, 1855
  - Ephippiorhynchus asiaticus (Latham, 1790) - becco a sella asiatico
  - Ephippiorhynchus senegalensis (Shaw, 1800) - becco a sella africano
- Genere Jabiru Hellmayr, 1906
  - Jabiru mycteria (Lichtenstein, 1819) - jabiru
- Genere Leptoptilos Lesson, 1831
  - Leptoptilos crumenifer (Lesson, 1831) - marabù africano
  - Leptoptilos dubius (J.F.Gmelin, 1789) - marabù maggiore asiatico
  - Leptoptilos javanicus (Horsfield, 1821) - marabù minore asiatico
- Genere Mycteria Linnaeus, 1758
  - Mycteria americana Linnaeus, 1758 - tantalo americano
  - Mycteria cinerea (Raffles, 1822) - tantalo cenerino
  - Mycteria ibis (Linnaeus, 1766) - tantalo africano
  - Mycteria leucocephala (Pennant, 1769) - tantalo indiano

## Simbologia e leggende
La cicogna era un uccello molto rispettato presso i popoli antichi. Secondo Claudio Eliano gli Egiziani veneravano le cicogne poiché ritenevano che esse nutrissero i propri genitori divenuti anziani.
La fama di uccello che si cura degli anziani genitori è citata quale esempio anche da San Basilio in una sua esortazione ai figli affinché si prendano amorevole cura dei genitori ormai anziani.
Il fatto che esse si nutrano anche di serpi ha fatto scrivere a Plinio il Vecchio nella sua Storia naturale che in Tessaglia era messo a morte colui che fosse stato sorpreso ad uccidere una cicogna, tesi confermata da Plutarco. 
Tale severità è attribuita dal Ripa anche alla Puglia di allora. Secondo il secentesco autore de l'Iconologia, la Puglia è rappresentata da una donna accanto alla quale compare una cicogna con una serpe nel becco: poiché quest'uccello «… tiene netto il paese dalle serpi» la sua uccisione diviene un delitto da punirsi con la morte.
La cicogna era l'emblema della Legio III Italica
Essendo il serpente segno del piacere peccaminoso e degli affetti proibiti, il Ripa la indica accanto ad un uomo armato e coronato da ghirlanda di lauro che combatte un drago: costui raffigura, secondo il Ripa, «Disprezzo et distruzione de i piaceri & dei cattivi affetti» e la cicogna che gli è accanto è disegnata nell'atto di attaccare un groviglio di serpi.
Cecco d'Ascoli, poeta, medico, insegnante, astrologo/astronomo e filosofo vissuto tra il XIII ed il XIV secolo, celebra nella sua opera Acerba le virtù simboliche della cicogna in quattro sestine di endecasillabi.
Una leggenda attribuisce a Sant'Agricola, vescovo di Avignone dal 660 al 700, il merito di aver liberato la sua diocesi dai serpenti proprio con l'utilizzo delle cicogne.
Anche la mitologia greca attribuisce, secondo Ovidio, ad Antigone, figlia di Laomedonte e sorella di Priamo, la leggenda secondo la quale Giunone, per punire Antigone del suo orgoglio, le avrebbe trasformato i capelli in serpenti che la mordevano in continuazione: rivoltasi Antigone agli dèi per chiedere pietà, questi avrebbero trasformato la povera troiana in cicogna, nemica dei serpenti. Inoltre le buone qualità di Antigone, quali l'amore per marito e per i figli, si sarebbero trasferiti nelle cicogne, divenute simbolo di queste virtù.
Anche presso cinesi, indiani e giapponesi la cicogna era un uccello tenuto in grande considerazione ed associato alla longevità o addirittura all'immortalità (in questa qualità viene spesso confuso con la gru).

### La cicogna nel simbolismo giudaico-cristiano
Nella tradizione cristiana non vi è molto posto per la cicogna, confusa per altro spesso con altri trampolieri. Essa nel Medioevo venne tuttavia paragonata al Cristo e considerata simbolo della pietà filiale. La sua caratteristica di divorare le serpi ne fece inoltre un emblema del Cristo, che combatte incessantemente il demonio. La cicogna compare anche in numerose arme nobiliari e sul marchio di una fabbrica di porcellane della seconda metà del XVIII secolo con sede a L'Aia, intenta a divorare una serpe.
Ma la cicogna come simbolo ha avuto anche una valenza negativa. Nella Bibbia la cicogna è considerata un uccello immondo. Ad essa San Girolamo, forse a causa del gracidio che emette, associa gli atteggiamenti equivoci e/o beffardi e addirittura, quando veniva raffigurata con un pesce nel becco (le cicogne si nutrono anche di piccoli pesci), era considerata l'emblema del demonio che sottrae un'anima a Dio.
La cicogna è raffigurata sulle monete da 1 centesimo di euro della Slovenia.

### La cicogna e i neonati
La cicogna è notoriamente ancor oggi citata quale metafora della nascita dei bambini che, secondo la leggenda, verrebbero da una di loro portati in volo nella casa della partoriente. Vi sono diverse versioni, non molto dissimili fra loro, per spiegare la credenza che sta all'origine. Una, originaria del Nord Europa, è data dal suo legame simbolico alla Grande Madre, l'altra, sempre collegata alla citata divinità primordiale, deriva dalla natura di uccello acquatico della cicogna che "pescherebbe" la vita nelle acque del grembo della Grande Madre, mentre una terza è fornita dallo scrittore e linguista Angelo De Gubernatis, che spiega la credenza popolare germanica secondo la quale le cicogne pescherebbero i neonati in una fontana, con il fatto che quest'uccello vive in zone acquose e quindi piovose: il neonato rappresenterebbe così il nuovo sole che sorge dalle nuvole dopo lunghi giorni di pioggia.
Un'altra interpretazione vuole che la credenza sia nata dal fatto che le cicogne costruiscono il nido su punti caldi come i camini ed all'epoca della leggenda le uniche case che avevano il camino sempre acceso erano quelle dove c'era un neonato.

### Simbolismi
- Louis Charbonneau-Lassay, Il Bestiario di Cristo, vol II., Edizioni Arkeios, Roma, 1995, ISBN 88-86495-02-1
- Alfredo Cattabiani, Volario, Mondatori, Milano, 2000, ISBN 88-04-47991-4
- Cesare Ripa, Iconologia, Ed. Fogola La Torre d'Avorio, 2 Voll., Torino, 4ª ed. 1991